# 余承恩
余承恩（1998年—），台灣男演員，布農族人，出身花蓮縣卓溪鄉太平社區。
2007年2月，馬志翔導演的《十歲笛娜的願望》到太平社區取景，相中余承恩等五名太平國小學生飾演劇中人。是年11月19日，余承恩以自然生動的演出，獲頒第42屆金鐘獎迷你劇集男配角獎。2008年，余承恩演出馬志翔的另一部導演作品《說好不准哭》，再度獲得金鐘獎提名。。

## 影視作品

### 電影DVD
| 年份   | 名稱           | 導演   | 角色 |
| ------ | -------------- | ------ | ---- |
| 2007年 | 十歲笛娜的願望 | 馬志翔 |      |
| 2008年 | 說好不准哭     | 馬志翔 | 比用 |